# Guasipati
Guasipati é uma cidade venezuelana, capital do município de Roscio.